# Kazushi Ono
Kazushi Ono [en japonès 大野 和士 Ōno Kazushi] (Tòquio, 4 de març de 1960) és un director d'orquestra japonès. Des del 2015 és el director musical de l'Orquestra Simfònica de Barcelona i Nacional de Catalunya.

## Biografia
Format a la Universitat Nacional de Belles Arts i Música de Tòquio, becat pel Ministeri de Cultura del seu país amplià els estudis de direcció a l'Òpera Estatal de Baviera amb els mestres Wolfgang Sawallisch i Giuseppe Patanè. Als vint-i-dos anys aconseguí el segon premi del 6è Concurs Internacional de Música de Tòquio per a directors. El 1987 fou el guanyador del Concurs Internacional de Direcció Arturo Toscanini de Parma, del qual anys a venir seria el president del jurat)., i que aleshores li obrí pas a una important carrera internacional.
El 1990 fou nomenat director de l'Orquestra Filharmònica de Zagreb, càrrec que ocupà fins al 1996. Entre 1992 i 1999 també fou director titular de l'Orquestra Filharmònica de Tòquio, de la qual és tothora director honorari. El 1996 havia estat nomenat director general de música de l'Òpera Estatal de Baden a Karlsruhe, amb la qual presentà la Tetralogia de Richard Wagner. Hi romangué fins al 2002, quan substituí Antonio Pappano al capdavant del Teatre Reial de la Moneda de Brussel·les.
El 1991 havia debutat als Estats Units amb una producció de l'òpera Luci mie traditrici de Salvatore Sciarrino al Lincoln Center de Nova York. L'any següent es presentà per primer cop a Catalunya amb l'òpera Wintermärchen, del compositor belga Philippe Boesmans, al Gran Teatre del Liceu de Barcelona.
Ha dirigit, entre d'altres, l'Orquestra Filharmònica de Londres, la Simfònica de Boston, la de la Gewandhaus de Leipzig, la Filharmònica de Múnic, la Nacional de la Ràdio Danesa, la de la RAI de Torí, la de la Ciutat de Birmingham, la Filharmònica de Radio France, la Filharmònica d'Israel i l'Ensemble Intercontemporain. En el terreny operístic, ha actuat a la Metropolitan Opera House de Nova York, al Teatro alla Scala de Milà, a l'Òpera de l'Estat de Viena, a l'Òpera de París Garnier i a la Deutsche Oper de Berlín, així com als festivals d'Ais de Provença i de Glyndebourne. S'ha distingit en l'execució d'obres de compositors contemporanis com ara Olivier Messiaen, György Ligeti, Wolfgang Rihm, Mauricio Kagel, Sofia Gubaidúlina, Alfred Schnittke, Tōru Takemitsu o John Adams, i ha dirigit les estrenes mundials de les òperes Ballata de Lucio Francesconi, Hanjo de Toshio Hosokawa o Julie de Philippe Boesmans.
Des de la temporada 2007-2008 és director titular de l'Òpera Nacional de Lió, amb la qual el 2012 ha obtingut el Gran Premi de la Crítica de França per una producció de Parsifal. Ha estat anunciat que des del 2015 serà el director titular de l'Orquestra Simfònica Metropolitana de Tòquio i de l'Orquestra Simfònica de Barcelona i Nacional de Catalunya
L'any 2009 fou guardonat amb el Premi Suntory, atorgat al Japó als principals promotors de la música occidental i contemporània. El 2017 fou distingit com a Oficial de l'Ordre de les Arts i les Lletres de França.